# Gerwin Lake
Gerwin Lake (nacido en Países Bajos, el 9 de abril de 1996) es un futbolista internacional de Sint Maarten que se desempeña en el terreno de juego como delantero extremo. Su actual equipo es el VV Spijkenisse de la Eerste Klasse de Países Bajos y para la selección de Sint Maarten. Con dieciocho goles internacionales, es el máximo goleador de todos los tiempos de Sint Maarten.

## Clubes
| Club                | País         | Año             |
| ------------------- | ------------ | --------------- |
| VV Oude Maas        | Países Bajos | 2015 - 2016     |
| FC Dordrecht        | Países Bajos | 2016 - 2017     |
| VV Oude Maas        | Países Bajos | 2017            |
| Excelsior Maassluis | Países Bajos | 2017 - 2018     |
| SV Poortugaal       | Países Bajos | 2018 - 2024     |
| VV Spijkenisse      | Países Bajos | 2024 - presente |

## Carrera internacional

### Goles internacionales
Las puntuaciones y los resultados enumeran primero los goles de Sint Maarten.
| #                                      | Fecha                   |                                                              | Oponente              | Parcial | Final | Competencia                                             |
| -------------------------------------- | ----------------------- | ------------------------------------------------------------ | --------------------- | ------- | ----- | ------------------------------------------------------- |
| 1.                                     | 23 de marzo de 2019     | Raymond E. Guishard Technical Centre, The Valley, Anguila    | Saint-Martin          | 2–1     | 4–3   | Clasificación para la Liga de Naciones Concacaf 2019-20 |
| 2.                                     | 23 de marzo de 2019     | Raymond E. Guishard Technical Centre, The Valley, Anguila    | Saint-Martin          | 4–2     | 4–3   | Clasificación para la Liga de Naciones Concacaf 2019-20 |
| 3.                                     | 7 de septiembre de 2019 | Stade René Serge Nabajoth, Les Abymes, Guadalupe             | Guadalupe             | 1–4     | 1–5   | Liga de Naciones de la Concacaf 2019-20                 |
| 4.                                     | 10 de octubre de 2019   | Ergilio Hato Stadium, Willemstad, Curaçao                    | Islas Turcas y Caicos | 1–0     | 2–5   | Liga de Naciones de la Concacaf 2019-20                 |
| 5.                                     | 10 de octubre de 2019   | Ergilio Hato Stadium, Willemstad, Curaçao                    | Islas Turcas y Caicos | 2–1     | 2–5   | Liga de Naciones de la Concacaf 2019-20                 |
| 6.                                     | 14 de octubre de 2019   | Ergilio Hato Stadium, Willemstad, Curaçao                    | Guadalupe             | 1–2     | 1–2   | Liga de Naciones de la Concacaf 2019-20                 |
| 7.                                     | 14 de noviembre de 2019 | TCIFA National Academy, Providenciales, Islas Turks y Caicos | Islas Turcas y Caicos | 1–0     | 2–3   | Liga de Naciones de la Concacaf 2019-20                 |
| Actualizado al 14 de noviembre de 2019 |                         |                                                              |                       |         |       |                                                         |